# Zincirlikuyu
Zincirlikuyu (/zinʤirlikuju/) (kurdiska: Gundê Ome eller Gordoglu) är en kommun i provinsen Konya i Turkiet (centrala Anatolien). Zincirlikuyu tillhör distriktet Kulu och majoriteten av befolkningen består av kurder.
Zincirlikuyu, även känt som Gördoğlu sedan länge, bytte namn till Zincirlikuyu år 1976. Den kommunala organisationen bildades år 1967. Avståndet från Zincirlikuyu till huvuddistriktet Kulu är 25 km och till Konya 130 km. Lokalbefolkningen i trakten bosatte sig i vissa delar av Anatolien som nomader år 1750, och på 1800-talet bosatte de sig i området där Zincirlikuyu ligger idag. 
Majoriteten av befolkningen i kommunen är sysselsatta med jordbruk och boskapsskötsel. De produkter som odlas är framför allt vete, korn och kummin. Det har blivit allt viktigare med djuruppfödning under de senaste åren. Jordbruket sker idag med hjälp av modern utrustning. Antalet människor som arbetar utomlands är fler än befolkningen bosatta i kommunen. Detta har påverkat Zincirlikuyu märkbart med avseende på  ekonomin och utvecklingen.

## Kända personer från Zincirlikuyu
- Bilal Ercan, folkmusiker
- Bayram Tutumlu, spelaragent